# أستيراس تريبوليس
نادي أستيراس تريبوليس لكرة القدم (باليونانية: Αστέρας Τρίπολης)‏ هو نادي كرة قدم في اليونان تأسس في عام 1931 ويقع مقره في بلدة تريبولي، أركاديا، اليونان. يلعب في الدوري اليوناني لكرة القدم منذ موسم 2007–08. يدربه ديميتريوس إلفثيروبولوس. يخوض مبارياته البيتية على ملعب ثيودوروس كولوكوترونيس.

## روابط خارجية
- (باليونانية) الموقع الرسمي